# Imatra ekonomiska region
Imatra ekonomiska region (finska: Imatran seutukunta) är en av ekonomiska regionerna i landskapet Södra Karelen i Finland. Folkmängden i regionen uppgick den 1 januari 2013 till 43 246 invånare, regionens totala areal utgjordes av 2 574 kvadratkilometer och därav utgjordes landytan av 2 043  kvadratkilometer.  I Finlands NUTS-indelning representerar regionen nivån LAU 1 (f.d. NUTS 4), och dess nationella kod är 093 .  

## Förteckning över kommuner
Imatra ekonomiska region  omfattar följande fyra kommuner: 
- Imatra stad
- Parikkala kommun
- Rautjärvi kommun
- Ruokolax kommun

Samtliga kommuners språkliga status är enspråkigt finska. 